# Dicranota lacteipennis
Dicranota lacteipennis är en tvåvingeart som beskrevs av Alexander 1961. Dicranota lacteipennis ingår i släktet Dicranota och familjen hårögonharkrankar. Inga underarter finns listade i Catalogue of Life.